# Soul Ammunition
Soul Ammunition – pierwszy album studyjny grupy Houk wydany w 1992 przez wytwórnię S.P. Records.
Płyta została nagrana w ciągu czterech dni w lipcu 1991 w studio Złota Skała należącym do Roberta Brylewskiego. Redakcja miesięcznika „Tylko Rock” uznała Houk za debiut roku.
28 lipca 2004 nakładem Metal Mind Productions ukazała się reedycja płyty. Zawierała utwór audio („1969”, cover Iggy’ego Popa) oraz video – teledysk do utworu „Nobody's Child”.

## Lista utworów
1. Separate Reality 03:38
2. Soul Stealers 03:49
3. Heaven 04:26
4. Gadka 00:17
5. Mission 03:15
6. Waitin' 4U 03:54
7. Time Over 03:48
8. Dancing' With Reality 03:34
9. (Whata) Confusion 03:54
10. Little Warrior 05:21
11. Soul Amunition I & Soul Amunition Too 08:31
12. Growin' Into Love 03:29
13. Harmojek 00:05

Utwory bonusowe z 2004:
14. 1969 (cover Iggy Pop) - bonus
15: Nobody's Child - video bonus

## Twórcy
Członkowie grupy:
- Dariusz „Maleo” Malejonek – śpiew, gitara
- Robert „Sadek” Sadowski – gitara
- Tadeusz Kaczorowski – gitara basowa
- Piotr „Fala” Falkowski – perkusja

Inni muzycy:
- Tomasz Bielecki - harmonijka ustna
- Dolores D. Dzienkiewicz - śpiew
- Steven Ellery - saksofon

(Opracowano na podstawie materiałów źródłowych)